# Guillem Jordi de Kirchberg
Guillem Jordi de Kirchberg, comte de Sayn-Hachenburg, va néixer a Hachenburg (Alemanya) el 23 d'abril de 1751 i va morir a la mateixa ciutat el 7 de febrer de 1777. Era fill de Guillem Lluís de Kirchberg (1709-1751) i de la comtessa Lluïsa de Salm-Dhaun (1721-1791).
L'1 de juny de 1771 es va casar a Obergreiz amb Isabel Augusta de Reuss Greiz
(1752-1824), filla d'Enric XI de Reuss-Obergreiz (1722-1800) i de Conradina de Reuss-Kostritz (1719-1770). D'aquest matrimoni en nasqué:
- Lluïsa Isabel de Kirchberg (1772-1827), casada amb el príncep Frederic Guillem de Nassau-Weilburg (1768-1816).